# 着ラジ
『着ラジ』（ちゃくラジ）は、ニッポン放送で日本時間の毎週日曜日の深夜23時20分 - 24時30分に生放送していたラジオ番組。2005年4月3日放送開始、10月2日放送終了。前番組は「あなたがいるから、矢口真里」（23：00 - 24：30）。
吉田尚記は、この番組が終了した翌日の2005年10月3日から平日夜21時台『熱血!!ラジカルチャー』へ移動となった。
さらに、日曜日のこの時間の後番組は義家弘介がパーソナリティの『ヤンキー先生!義家弘介の夢は逃げていかない』となった。

## 概要
この番組名の由来・テーマは「ラジオ+ケータイ+ネット＝着ラジ」である。
ラジオ＋ネット
オールナイトニッポンのホームページから動画インターネット同時生放送で、スタジオの様子が見られて、こちらからも番組に参加できるという仕組みである。が、番組がブームになると、ストリーミング放送にアクセスが集中し、サーバーがパンクすることもしばしばであった。
ラジオ＋ケータイ
放送中の写メールをニッポン放送モバイルホームページにリアルタイムでアップロードして、スタジオの雰囲気を伝えていた。
放送終了後に、番組内裏話などを盛り込んだ「着ラジの着ラジオ」が、ニッポン放送モバイルホームページからダウンロード可能であった。
- 番組には「着ネェ」と呼ばれるパートナー2人が、パーソナリティの吉田尚記アナウンサーと番組を進める。
- 着ネェ
  - 花井美里（グラビアアイドル）
  - りりあん（ラジオパーソナリティ、女性アイドル）
- 番組は、ゲームやアイドルなどサブ・カルチャーにスポットを当てた構成であり、毎回ゲストを呼ぶなどして1つの話題を掘り下げていく進行であった。
- 特に登場回数が多かったのが、ハドソンの高橋名人である。高橋名人は、りりあんと幾度も対決し、シューティングゲームが全くできなかったりりあんを、名人も認めるほどの腕前に成長させている。ニッポン放送イマジンスタジオで高橋さん限定シューティングゲーム大会等も開催した。
- 着ネェの2人はこの番組からCDデビューを果たし、7月24日に開催された東京キャラクターショー2005では、ステージイベントでミニライブを敢行した。また、同イベントのニッポン放送ブースは、着ラジと有楽町アニメタウンの2番組合同で、りりあん、花井美里との交流会や、吉田がリスナー一人一人とオリジナル番組を作りその場でCDに焼いて販売する「焼きたて!!CD屋さん」を催した（閉幕直前にはスケジュールに何とか空きを作った田中理恵がプライベートで現れCD屋さんに参加するというサプライズイベントも発生した）。
- 同日の放送は会場での模様を放送し、番組は盛り上がった。その盛り上がりから、通常通り録音テープを放送予定だった後続の番組『有楽町アニメタウン』は放送直前になって急遽予定変更。イベント明けで吉田とともにそのままニッポン放送に来ていた田中理恵と打ち合わせ、全編生放送に変更して放送した。当時の『有楽町アニメタウン』放送開始は田中の「よっぴー、『着ラジ』のスタジオからこっちのスタジオに転送!」と前番組を意識して吉田を呼び寄せるセリフからスタートするのが決まり文句だったが、この日は「『着ラジ』のスタジオからこっちのスタジオに生転送!」と、吉田を『着ラジ』スタジオから全力疾走で『有楽町アニメタウン』のスタジオに移動させ、吉田は息を切らしながら、ぶっ通しで2番組連続で放送を続けた。

## コーナー
着フジテレビ
フジテレビジョンがスポンサーになっている、クイズコーナー。フジテレビの番組や関連作品に関係するクイズを3問出して、メールで一番早かった答えを正解としてその問題の基となった番組や作品に関する商品をプレゼントしていた。
しかし、問題が簡単（直前のCMで回答がわかったり、テレビを点ければすぐにわかる問題レベルだった）故、正解発表までの間を埋めるために紹介していた珍回答が好評となり、次第に確信犯的ボケ解答が回答メールのほとんど占めるようになり、最終的にはボケ解答の品評会になってしまった。
これに応え、番組は「着フジテレビスペシャル」と題し、放送内容すべてを着フジテレビで構成（問題は全部で8問）した番組を放送した。また、これまでは回答メールアドレスに、通常放送と同じくchaku@allnightnippon.comを使用していたが、メールの到着件数が非常に多く（おおよそ1000件程度の回答が寄せられた）、「良い解答を見つけて紹介しようと思っても（次々にメールが届くため、メールフォルダ画面が）、スクロールしてどっかいっちゃう」と吉田が放送中に叫ぶほど、回答整理に支障をきたしたため、当スペシャルより、このコーナーの回答メールアドレスをchaku*@allnightnippon.com（*には1 - 8の数字が入る）とし、1問ごとにメールアドレスを変えることでこれに対応することとなった。なお、スペシャルは3回放送されている。
ボケ解答は、ライス国務長官や滝川クリステルや長州小力など、問題とは到底関係のない話題の人物を列挙したり、1問前の問題の解答をあえて送ったり、果てはリスナーが自身の心境を文章にまとめた長文など多岐にわたった。中には、メールアドレスが区分けされたのを逆手にとり、1問目の時点で2問目以降のメールアドレスに先回りして回答を送り吉田を驚かせたり、2問目以降の問題を勝手に予想して回答を送っておく（当然、回答が明後日の方向を向くので笑いが取れる）ようなこともあった。工夫を凝らした解答が非常に多かったが、先述のように大量のメールが送りつけられる中、ピックアップするだけでも大変で、そのすべてはとても放送では伝えられなかった。これを悔やんだ吉田は、放送終了後に全ての解答メールを読み、特に秀逸な作品を自身のブログ「吉田の日記」にしたためることで、リスナーへの恩返しとした。最終回最後の問題の解答は、投稿したすべてのリスナーのラジオネームを併せてブログで紹介した。
着ラジ最終回は、全編着フジテレビ方式のクイズを行い、過去の着ラジ名場面を振り返った。その際は、ボケ解答の中でも非常に回答数の多かった滝川クリステルが、番組終了に対して録音でコメントを寄せている（なお、滝川本人は、番組内で自分の何がどうブームになっているのかを知らず、とりあえずブームになっているからコメントをくれ、と言われたらしく、コメントのオチは綺麗にまとめたのだが、コメント全般はひたすら戸惑っていた）。最後の問題は、着ラジの番組最後のセリフを決めるもので、りりあんの「次はQRでお耳に掛かりましょう！」が正解として選ばれ、放送された（厳密に最後の言葉は、吉田の「次はQRで！」の一言）。後に吉田は着ラジの着ラジオ10/2放送終了分に於いて、自身の新番組を宣伝せず、他局へ誘導するセリフを言ったことを「俺、怒られるかも…」と危惧している。
この、クイズの形式や、回答のしかた、回答のブログへの掲載は、後の吉田の担当番組であるミューコミ内のサポーターズパーティや漫画王決定戦に自然発生的に引き継がれている。
着ギャザ
デジタルコンテンツ部提供のコーナー。毎週多種多様な商品を紹介し、購入人数が多ければ多いほど値段が下がる仕組み。
着ドリンク
放送中期まで番組サポーターとして佐藤製薬のユンケルローヤルが参加しており、毎回番組内生CMでパーソナリティのいずれかが同商品を飲みながら宣伝を行っていた。また、ユンケルを飲んでいる姿は、前述のリアルタイムアップロードでダウンロードができた。

## 生放送のスタジオに来たゲスト
1. 野田義治（サンズエンタテインメント社長）
2. 高橋名人（ハドソン）
3. Lead
4. より子。
5. こちぞう（着ギャザバイヤー）
6. みずしな孝之
7. 新谷良子（声優）
8. 野川さくら（声優）
9. 堀江由衣（声優）
10. 野中藍（声優）
11. 白石涼子（声優）
12. 花井美里（着ラジアシスタントなのに、ゲスト出演）
13. りりあん（着ラジアシスタントなのに、ゲスト出演）
14. 雅-miyavi-
15. w-inds.

## 関連記事
- ニッポン放送番組一覧
- HOT'n HOT お気に入りに追加! - 似たようなコーナーあり
- ブロードバンド!ニッポン - 吉田尚記が2001年から2005年まで担当していたラジオ番組